# Кірхтімке
Кірхтімке (нім. Kirchtimke) — громада в Німеччині, розташована в землі Нижня Саксонія. Входить до складу району Ротенбург-на-Вюмме. Складова частина об'єднання громад Тармштедт.
Площа — 16,14 км2. Населення становить 951 ос. (станом на 31 грудня 2021).